# Bewegung 2. Juni

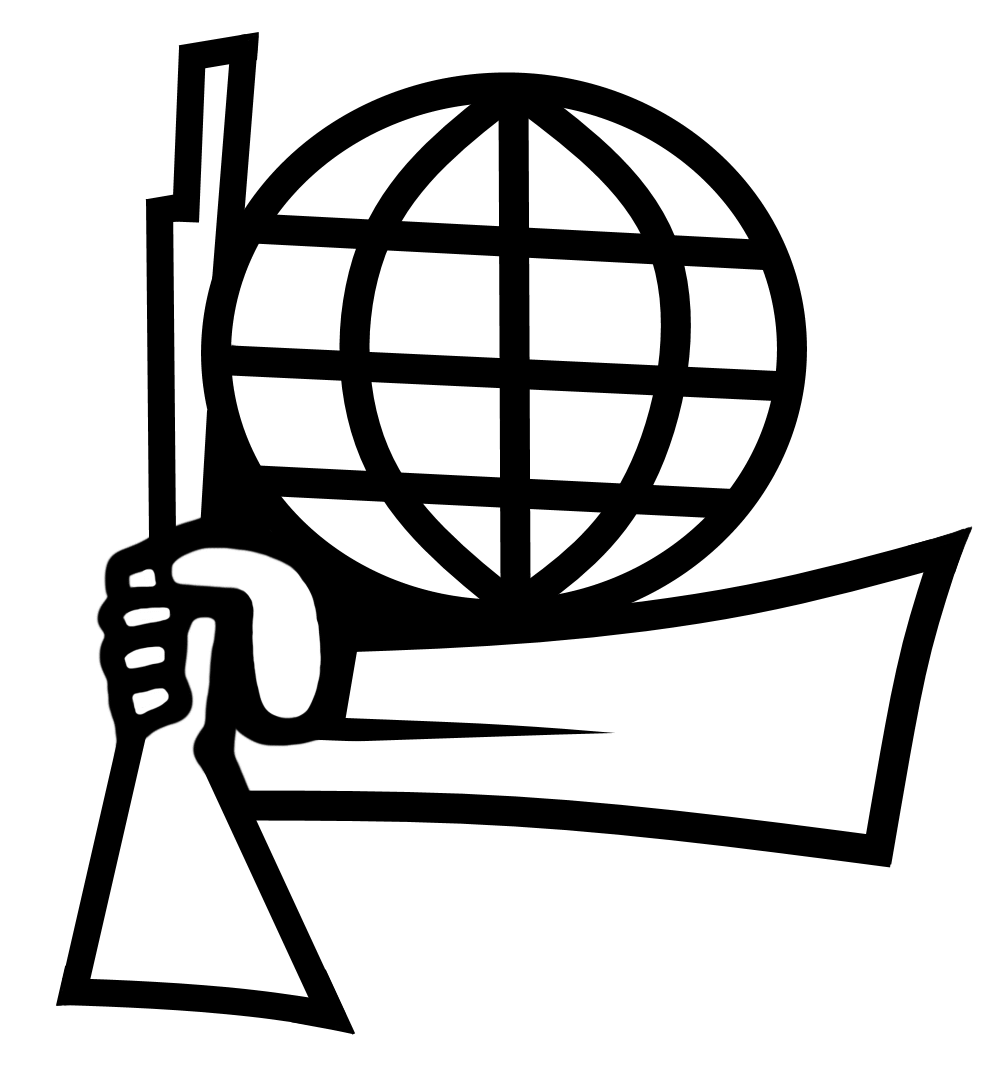
Emblem der Bewegung 2. Juni

Die Bewegung 2. Juni war eine in den 1970er Jahren in West-Berlin aktive linksextreme terroristische Vereinigung. Sie wurde nach dem Todesdatum von Benno Ohnesorg benannt, der bei einer Demonstration am 2. Juni 1967 in West-Berlin von dem Berliner Polizisten Karl-Heinz Kurras erschossen worden war. Sie selbst sahen und bezeichneten sich als Stadtguerilla. Zu ihren bekanntesten Taten gehörten die Ermordung des Kammergerichtspräsidenten Günter von Drenkmann sowie die Entführung von Peter Lorenz, des CDU-Spitzenkandidaten zur Abgeordnetenhauswahl in Berlin 1975. Am 2. Juni 1980 erklärte die Organisation ihre Selbstauflösung. Einige der Terroristen schlossen sich daraufhin der Roten Armee Fraktion (RAF) an.

## Geschichte und Terroranschläge

### Gründung
Nachdem Georg von Rauch am 4. Dezember 1971 beim Versuch seiner Festnahme erschossen worden war, fanden zum Jahreswechsel 1971/72 in Berlin Treffen verschiedener linker, teils gewaltbereiter Gruppen statt. Sie diskutierten ihren Zusammenschluss und gründeten im Januar 1972 die Bewegung 2. Juni. Zu den damaligen Gründungsmotiven schrieben die Mitgründer Reinders und Fritzsch 1995:

„Die eigentliche Politisierung kam erst mit der Erschießung Benno Ohnesorgs am 2. Juni 1967. Nach all den Prügeln und Schlägen hatten wir das Gefühl, daß die Bullen auf uns alle geschossen haben. Gegen Prügel konntest du dich ja ein Stück weit wehren. Daß aber einfach jemand abgeknallt wird, ging ein Stück weiter.“

### Anschlag auf den Britischen Yachtclub
Am 2. Februar 1972 verübte die Terrorgruppe einen Sprengstoffanschlag auf den Britischen Yachtclub und zwei PKW der in Berlin stationierten Alliierten Streitkräfte. Der als Hausmeister tätige Bootsbauer Erwin Beelitz fand im Britischen Yachtclub in Berlin-Kladow eine der abgelegten Bomben und nahm sie an sich. Als er sie in einen Schraubstock spannte und mit Hammer und Meißel bearbeitete, explodierte sie. Beelitz starb. Die Anschläge standen im Zusammenhang mit dem Bloody Sunday im nordirischen Derry.

### Anschlag auf das LKA Berlin und Brandanschlag auf die juristische Fakultät der Freien Universität Berlin
Nachdem die Polizei das Mitglied der Terrorgruppe Thomas Weisbecker am 2. März 1972 bei einem Festnahmeversuch in Augsburg erschossen hatte, verübte die Bewegung 2. Juni am 3. März einen Sprengstoffanschlag auf das Landeskriminalamt Berlin. Anschließend veröffentlichte sie unter dem Titel Jetzt reicht’s! ein kurzes Flugblatt.
Hierbei bezeichnete sie die Tat unter anderem als Reaktion auf den Tod der RAF-Terroristin Petra Schelm und des linksradikalen Aktivisten Georg von Rauch, die beide bei einem Festnahmeversuch von der Polizei erschossen wurden. Am 5. Mai verübte die Terrorgruppe zudem einen Brandanschlag auf die juristische Fakultät der Freien Universität Berlin. Als Grund führte sie an, dass Verfahren gegen Polizeibeamte, die Terroristen erschossen hatten, zuvor eingestellt worden waren.

### Weitere Anschlagsversuche im Jahr 1972 in Berlin
Die Terrorgruppe verübte im Sommer 1972 eine Reihe an Anschlägen, wobei sie jeweils vorgab, damit gegen den Vietnamkrieg und die Wiederaufnahme der Kriegshandlungen zu protestieren. Am 11. April 1972 positionierten Ulrich Schmücker und Harald Sommerfeld gegen Mitternacht an einem Kellerfenster eines im Harnack-Haus untergebrachten Offiziersclubs in Berlin-Dahlem einen Sprengsatz. Der Sprengsatz versagte. Sommerfeld alarmierte am Morgen die Polizei, damit nicht erneut unbeteiligte Passanten sterben würden. Parallel dazu platzierten die Eheleute Mahn einen Sprengsatz an einem PKW des Pressechefs der amerikanischen Streitkräfte. Passanten entdeckten gegen 2 Uhr nachts die an dem PKW angebrachten Benzinkanister, die daraufhin von einem Spezialkommando der Polizei entschärft wurden.

### Ausbruch von Inge Viett, Hungerstreik und Ermordung von Günter von Drenkmann
Das Mitglied der Terrorgruppe Inge Viett brach im August 1973 aus der Frauenhaftanstalt Lehrter Straße in West-Berlin aus. Rund ein Jahr später traten vom 13. September 1974 bis 5. Februar 1975 inhaftierte Mitglieder der RAF und der Bewegung 2. Juni, sowie weitere Insassen in einen Hungerstreik, um gegen die Sonderhaftbedingungen für die inhaftierten Terroristen zu protestieren. Einen Tag nach dem Hungerstreiktod des RAF-Mitgliedes Holger Meins wurde der Präsident des Berliner Kammergerichts Günter von Drenkmann bei einem gescheiterten Entführungsversuch am 10. November 1974 erschossen.

### Ermordung von Ulrich Schmücker
Am 5. Juni 1974 wurde im Grunewald das Gruppenmitglied Ulrich Schmücker ermordet. Die Tat wurde anfangs als Fememord durch Mitglieder der Bewegung 2. Juni angesehen, da Gerüchte im Umlauf waren, wonach Schmücker Verbindungsmann des Verfassungsschutzes Berlin war. Er hatte sich im Jahr 1972 der Gruppe angeschlossen. Noch bevor er seinen ersten Anschlag begehen konnte, mit dem er vorgehabt hatte, eine Bombe am türkischen Generalkonsulat in der damaligen Hauptstadt Bonn anzubringen, war er mit drei Terroristen – Inge Viett, Wolfgang Knupe und Harald Sommerfeld – festgenommen worden. In der Haft begann er tatsächlich eine Zusammenarbeit mit dem Verfassungsschutz. Laut seinen Tagebüchern tat er dies aber nur zum Schein. Er suchte wieder Anschluss in Berlin, die Personen in der Szene trauten ihm jedoch nicht mehr. Der Mord an Schmücker wurde trotz des 17 Jahre andauernden Schmücker-Prozesses nie aufgeklärt.
Am 27. Februar 1975 entführte die Terrorgruppe drei Tage vor der Wahl zum Abgeordnetenhaus in Berlin den Spitzenkandidaten der CDU, Peter Lorenz.
Er wurde fünfeinhalb Tage in einem extra ausgebauten Keller, unter einem Laden in der Kreuzberger Schenkendorfstraße 7, gegenüber dem Kreuzberger CDU-Büro gefangen gehalten. Im Austausch mit Lorenz wurden zwei nach dem Tod von Holger Meins inhaftierte Demonstranten freigelassen sowie Verena Becker, Gabriele Kröcher-Tiedemann, Ingrid Siepmann, Rolf Pohle und Rolf Heißler in Begleitung des Pfarrers Heinrich Albertz in den Südjemen ausgeflogen. Albertz war von der Terrorgruppe als Mittelsmann benannt worden, da er am 26. September 1967 wegen der Erschießung Benno Ohnesorgs als Berliner Bürgermeister zurückgetreten war und sich in der Folgezeit kritisch mit den Ereignissen rund um die Demonstration am 2. Juni 1967 in West-Berlin auseinandergesetzt hatte. Horst Mahler lehnte seinen ebenfalls geforderten Austausch ab. Seine Erklärung dazu verlas er am 1. März kurz vor 24 Uhr in der Tagesschau.

### Banküberfälle im Juli 1975 und neuerlicher Ausbruch aus der Haftanstalt Lehrter Straße
Bei zwei Banküberfällen am 30. und 31. Juli 1975 wurden 100.000 DM erbeutet. Am 7. Juli 1976 brachen Monika Berberich, Inge Viett, Gabriele Rollnik und Juliane Plambeck aus der Frauenhaftanstalt Lehrter Straße aus. Für Viett war es der zweite Ausbruch aus derselben Haftanstalt.

### Entführung Walter Palmers
Der österreichische Unternehmer Walter Michael Palmers wurde am 9. November 1977 in Wien entführt und nach einer Zahlung von 31 Millionen Schilling nach 100 Stunden Gefangenschaft am 13. November 1977 freigelassen. In der Folge wurden Thomas Gratt und Othmar Keplinger am 23. November 1977 in Chiasso sowie Reinhard Pitsch am 28. November 1977 in Wien festgenommen und später verurteilt. Ein Teil des erbeuteten Lösegeldes tauchte bei der Festnahme von Gabriele Kröcher-Tiedemann und Christian Möller am 20. Dezember 1977 in Fahy auf.

### Flucht führender Mitglieder nach Bulgarien
Am 27. Mai 1978 wurde Till Meyer von dem Kommando Nabil Harb, das aus Inge Viett und einer weiteren Terroristin bestand, aus der Justizvollzugsanstalt Moabit befreit.
Die beabsichtigte Befreiung von Andreas Vogel konnte verhindert werden. Till Meyer, Gabriele Rollnik, Gudrun Stürmer und Angelika Goder wurden am 21. Juni 1978 im bulgarischen Burgas von deutschen Zielfahndern verhaftet; die Verhafteten hatten einen Teil des durch die Palmers-Entführung erpressten Lösegeldes bei sich. Zur Zeit dieser Festnahmen hielten sich auch die Terroristinnen Inge Viett, Ingrid Siepmann und Regine Nikolai in Bulgarien auf.
Sie setzten sich am 27. Juni 1978 nach Prag ab, wo sie bei der Ankunft von der tschechoslowakischen Staatssicherheit verhaftet wurden. Die drei Terroristinnen wurden dann an die Staatssicherheit der DDR übergeben. Sie hielten sich vom 28. Juni bis zum 12. Juli 1978 in einem Objekt der Staatssicherheit in der DDR auf, bevor sie nach Bagdad ausgeflogen wurden.

### Selbstauflösung
Am 2. Juni 1980 erklärte die Bewegung 2. Juni ihre Selbstauflösung. Einige Mitglieder, darunter Inge Viett und Juliane Plambeck, schlossen sich der RAF an. In einem von Gabriele Rollnik im Gerichtssaal vorgetragenen Auflösungspapier, das laut Inge Viett von Juliane Plambeck gemeinsam mit der RAF verfasst wurde, heißt es:

„Wir lösen die Bewegung 2. Juni als Organisation auf und führen in der RAF – als RAF – den antiimperialistischen Kampf weiter. […] Die Bewegung war eine vermeintliche Alternative zur RAF als eine Möglichkeit derjenigen Genossen, denen der kompromißlose Kampf zu weit ging. Das hat 10 Jahre lang Spaltung, Konkurrenz und Desorientierung unter den Linken produziert und es hat auch unseren eigenen revolutionären Prozeß behindert.“

Bereits seit dem Deutschen Herbst 1977 hatte es innerhalb der Bewegung 2. Juni Spannungen um die strategische Ausrichtung gegeben. Während ein Teil der Mitglieder einen Strategiewechsel hin zum Antiimperialismus propagierte und sich dabei zunehmend an der RAF orientierte, verfolgte der andere Teil eine „populistische“ Zielrichtung und grenzte sich von Aktionen der RAF, insbesondere von der Landshut-Entführung, vehement ab. Diese „populistische“ Fraktion reagierte mit Unverständnis auf das Auflösungspapier und erklärte, die Bewegung 2. Juni ließe sich nicht wie ein „kleinbürgerlicher Schrebergartenverein“ auflösen.

## Mitglieder
Zu den bekannteren Mitgliedern gehörten unter anderem
- Michael Baumann
- Verena Becker
- Ronald Fritzsch
- Robert Jarowoy
- Norbert Kröcher
- Gabriele Kröcher-Tiedemann
- Juliane Plambeck
- Ralf Reinders
- Gabriele Rollnik
- Werner Sauber
- Ingrid Siepmann
- Fritz Teufel
- Götz Tilgener
- Inge Viett
- Till Meyer